# جاك سميث (لاعب كرة قدم مواليد 1936)
جاك سميث (بالإنجليزية: Jack Smith)‏ هو لاعب كرة قدم بريطاني في مركز الهجوم، ولد في 24 أبريل 1936 في West Hartlepool ‏ في المملكة المتحدة، وتوفي في 23 مايو 2008 في مارجيت في المملكة المتحدة. لعب مع برايتون أند هوف ألبيون وسويندون تاون ونادي مارغيت ونادي هارتلبول يونايتد ونادي واتفورد ونوتس كاونتي.